# Smele (Gennep)
Smele is een buurtschap in de gemeente Gennep in de Nederlandse provincie Limburg, behorend bij het dorp Heijen. Het ligt ten zuiden van Heijen nabij de aansluiting van de Provinciale weg 271 op Rijksweg 77.
Stad: Gennep      Dorpen: Heijen · Milsbeek · Ottersum · Ven-Zelderheide

Buurtschappen en gehuchten: Aaldonk · Dam · De Looi · Diekendaal · Hekkens · Smele · Zelder

Limburg: Steden en dorpen      Nederland: Provincies · Gemeenten